# Hen Ogledd

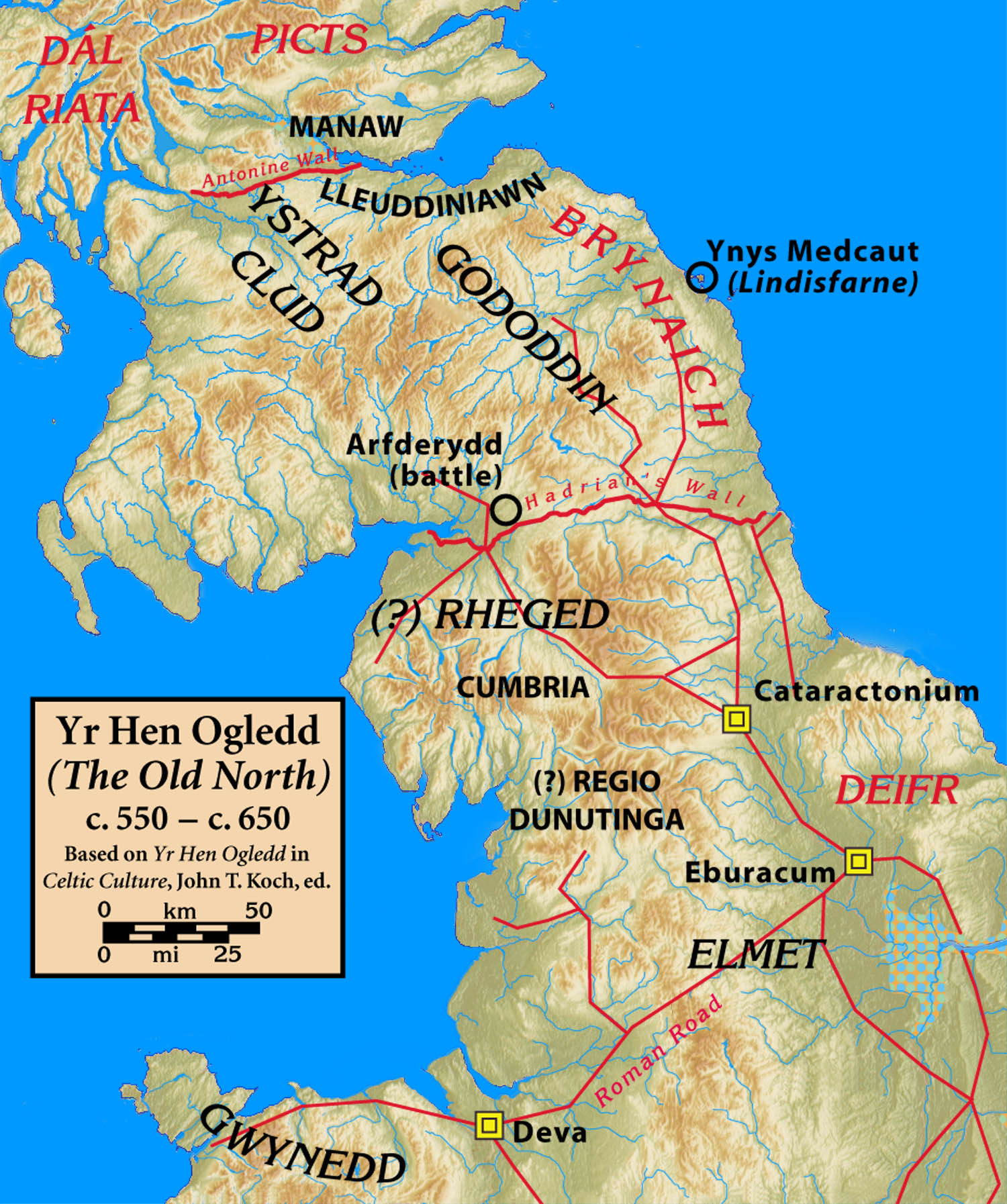
Hen Ogledd, 550-650

Hen Ogledd, Yr Hen Ogledd o Vell Nord és la zona del nord d'Anglaterra i sud d'Escòcia on es parlava majoritàriament cúmbric que entre els anys 500 i 800 va acollir els regnes britons posteriors a la caiguda de l'Imperi Romà. El terme va ser originat pels bards gal·lesos medievals.

## Història
En temps romans, Gran Bretanya es podia dividir en tres grans zones segons les construccions del Vallum Romanum: la part sud, la més romanitzada, acabava amb el mur d'Adrià; la part nord del mur d'Antoní o Caledònia, mai dominada i una zona intermèdia entre ambdós, formalment Britànnia però només parcialment romanitzada i que forma gran part del futur Hen Ogledd. Quan els romans van abandonar les illes, es van establir a la regió diferents regnes: Galwyddel (futur Galloway) i Rheged al sud; Gododdin al nord, Bryneich (futura Bernícia) a l'est i Alt Clut o Ystrad Clut (futur Regne de Strathclyde) al nord-oest.
Al segle vi els angles van envair la regió del sud, fusionant-se parcialment amb la població local a la part oriental, a diferència d'altres regions britàniques. Recolzats pels seus compatriotes del sud, van anar atacant terres britones fins a la victòria a la batalla de Catraeth. Els escots irlandesos van atacar per la mateixa època territoris pictes, al nord de Hen Ogledd, amb incursions periòdiques cap a aquesta zona.
Els pictes van unir-se amb els britons d'Alt Clut per aturar l'avançament anglosaxó a la batalla de Dun Nechtain (685), comandats per Bridei III, en honor del qual es va erigir una pedra esculpida. El Vell Nord va quedar llavors dividit en dues grans zones: sud-est angle i nord-oest britó amb una creixent influència dels pictes. A mesura que aquests anaven assimilant els trets culturals gaèlics dels escots, van anar intensificant la seva pressió sobre els britons.
Al segle viii arriba una nova onada invasora, els vikings, que conquereixen els principals forts britons i duen a terme incursions de pillatge per totes les Illes Britàniques. El regne d'Alba (Escòcia) al nord i Wessex al sud de Gran Bretanya van liderar la resistència i finalment van aconseguir expulsar-los, però fent que els britons retessin vassallatge definitiu a la dinastia escocesa regnant. Part de la cort del Regne de Strathclyde va decidir exiliar-se abans que veure's sotmesa als escots, i va emigrar a Gal·les, on van mantenir durant algunes dècades més la seva cultura.
Hen Ogledd havia mort com a entitat independent, parcialment annexionada al regne d'Alba (tot i que amb relativa autonomia en algunes ciutats) i a Northúmbria.

## Costums
La major part dels britons practicaven els ritus cristians de l'església celta, amb un forta presència de llegendes paganes, però la influència catòlica del sud va anar desplaçant els líders religiosos locals fent-los dependre dels bisbes oficials.
La seva llengua, el cúmbric, va conviure durant segles amb els idiomes dels invasors i va perdurar més enllà de la desaparició del Vell Nord. Gran part dels testimonis literaris d'aquests pobles, però, romanen només en versions gal·leses compilades pels descendents dels exiliats, per la qual cosa es veuen fortament adulterats. Sí que es van conservar vestigis cúmbrics a les pregàries i el sistema de comptar ovelles dels pastors locals fins ben entrada l'edat moderna.